# Cumeada e Marmeleiro
Cumeada e Marmeleiro (oficialmente, União das Freguesias de Cumeada e Marmeleiro) é uma freguesia portuguesa do município da Sertã, com 52,8 km² de área e 658 habitantes (censo de 2021). A sua densidade populacional é 12,5 hab./km².

## História
Foi criada aquando da reorganização administrativa de 2012/2013, resultando da agregação das antigas freguesias de Cumeada e Marmeleiro.

## Demografia
A população registada nos censos foi:
| Distribuição da População por Grupos Etários | Distribuição da População por Grupos Etários | Distribuição da População por Grupos Etários | Distribuição da População por Grupos Etários | Distribuição da População por Grupos Etários |
| -------------------------------------------- | -------------------------------------------- | -------------------------------------------- | -------------------------------------------- | -------------------------------------------- |
| Ano                                          | 0-14 Anos                                    | 15-24 Anos                                   | 25-64 Anos                                   | > 65 Anos                                    |
| 2001                                         | 68                                           | 82                                           | 345                                          | 382                                          |
| 2011                                         | 67                                           | 45                                           | 302                                          | 317                                          |
| 2021                                         | 56                                           | 53                                           | 236                                          | 313                                          |

À data da junção das freguesias, a população registada no censo anterior (2011) foi:
| Freguesia atual                              | Freguesia atual  | Freguesia atual | Freguesias antigas | Freguesias antigas | Freguesias antigas |
| Freguesia                                    | População (2011) | Área (km²)      | Freguesia          | População (2011)   | Área (km²)         |
| -------------------------------------------- | ---------------- | --------------- | ------------------ | ------------------ | ------------------ |
| União das Freguesias de Cumeada e Marmeleiro | 731              | 52,8            | Cumeada            | 503                | 23,10              |
| União das Freguesias de Cumeada e Marmeleiro | 731              | 52,8            | Marmeleiro         | 228                | 29,70              |